# Chaozhou
Chaozhou (chinesisch 潮州市, Pinyin Cháozhōu shì, W.-G. Ch'ao2-chou1, Hakka Tshèu-chû, Jyutping Ciu4 zau1 Si5, Pe̍h-ōe-jī Tiô-chiu – „Gezeiten-Präfektur“; veraltet nach Post Teochew, regional: Tiechiu) ist eine bezirksfreie Stadt im östlichsten Teil der Provinz Guangdong, Volksrepublik China.
Die Stadt liegt in hügeliger Landschaft am Delta des Flusses Han Jiang, 40 km nördlich von Shantou. Ihr Verwaltungsgebiet hat eine Fläche von 3.146 km² und 2.568.387Einwohner (Stand: Zensus 2020). In dem eigentlichen städtischen Siedlungsgebiet von Chaozhou leben 1,26 Millionen Menschen (Zensus 2010). Die regionale Sprache ist das nach der Stadt benannte und auch unter Auslandschinesen verbreitete Teochew (潮州话,  Cháozhōuhuà – „Chaozhou-Sprache“), das zur Min-Nan-Gruppe der chinesischen Sprachen gehört.
Überregional bekannt ist die Teekultur des Chauzhouer Gongfu-Tees sowie die regionale Chaozhou-Küche (潮州菜) innerhalb der chinesische und Kanton-Küche.
Es gibt viele Monumente aus der Song-Dynastie und Ruinen einer Kirche. Die im Stadtgebiet gelegene Guangji-Brücke, die Herrschaftliche Wohnresidenz des kaiserlichen Schwiegersohns Xu, die Chaozhou-Brennöfen, der Kaiyuan-Tempel, der Jilüe-Huang-Gong-Ahnentempel und der Hanwengong-Ahnentempel stehen auf der Liste der Denkmäler der Volksrepublik China.

## Administrative Gliederung
Chaozhou setzt sich auf Kreisebene aus zwei Stadtbezirken und einem Kreis zusammen. Diese sind (Stand: Zensus 2020):
- Stadtbezirk Xiangqiao (湘桥区), 330 km², 575.795 Einwohner;
- Stadtbezirk Chao’an (潮安区), 1.084 km², 1.175.150 Einwohner, Hauptort: Großgemeinde Anbu (庵埠镇);
- Kreis Raoping (饶平县), 1.732 km², 817.442 Einwohner, Hauptort: Großgemeinde Huanggang (黄冈镇).

## Geschichte
Die Bezeichnung Chaozhou stammt aus der Sui-Dynastie (591 n. Chr.), um diese Zeit wurde der Ort Präfektur.
Im 19. Jahrhundert wurde die Stadt von Hungersnöten und den Opiumkriegen heimgesucht, viele Einwohner wanderten nach Südostasien aus. Man spricht von 2,3 Millionen Auslandschinesen, die ihre Wurzeln in Chaozhou haben.
Im zwanzigsten Jahrhundert war Chaozhou zeitweise an das benachbarte Shantou angegliedert, heute sind beide Städte voneinander unabhängig und gleichrangig.

## Persönlichkeiten (Auswahl)
- Li Ka-shing (* 1928), Unternehmer
- Lu Ruihua (1938–2025), Politiker
- Liang Jiahong (* 1988), Sprinter
- Li Yanmei (* 1990), Leichtathletin
- Chen Xiaojun (* 1992), Synchronschwimmerin